# Aletiologia
A Aletiologia (ou aletologia, "o estudo da aletheia") significa literalmente "o estudo da verdade", mas pode ser mais precisamente traduzida como "o estudo da natureza da verdade". Pode-se argumentar que isso é sinônimo de epistemologia, o estudo do conhecimento, e que dividir os dois é mera semântica, mas às vezes uma distinção é feita entre os dois. Epistemologia é o estudo do conhecimento e sua aquisição. Aletiologia está especificamente preocupada com a natureza da verdade, que é apenas uma das áreas estudadas pelos epistemólogos.
O termo alethiology é raro. O volume dez de Routledge Encyclopedia of Philosophy, o menciona apenas uma vez, no artigo "Lambert, Johann Heinrich (1728-77)":
A segunda parte do Neues Organon é a "Aletiologia ou Doutrina da Verdade". A principal preocupação de Lambert aqui é com a natureza e a função dos conceitos simples que servem como blocos de construção para a construção lógica de proposições verdadeiras.
A Encyclopædia Britannica décima primeira Edição descreve a disciplina como "...uma rara expressão para a doutrina da verdade, usada por Sir William Hamilton, em seus escritos filosóficos, ao tratar das regras para a discriminação entre verdade e erro."
O termo aparece em A Banalização do Niilismo (pp. 17-18) em contraste com vários outros tipos de niilismo, especialmente niilismo epistemológico. Os pontos de vista de vários filósofos distinguem por referência à "alethiological niilismo', 'niilismo epistemológico' e similares.